# Komor Kommando
Komor Kommando — сайд-проект Себастиана Комора (Icon of Coil, Brudershaft, Muscle & Hate, Zombie Girl). 8 мая 2009 года на бельгийском лейбле Alfa Matrix вышел EP Komor Kommando Das EP, который уже дал нам такие клубные хиты, как Love Your Neighbour, Das Oontz или Triggerfinger. Тяжёлая, агрессивная электро-TBM танцевальная музыка Komor Kommando очень востребована на клубных площадках повсеместно. Себастиан Комор выпустил дебютный полноформатный альбом Oil, Steel & Rhythm в 2011 году.

Я устал слушать клубную музыку, думая, что я мог бы сделать её ещё мощнее, или что ей нужно больше драйва.

## Дискография

### EP
- Das EP, Alfa Matrix, 8 мая 2009

### Альбомы
- Oil, Steel & Rhythm, 25 июля 2011

### Сборники
- Advanced Electronics Vol. 7, Synthetic Symphony, 2008
- Alfa Matrix Re:connected [3.0], Alfa Matrix, 2008
- Sounds From The Matrix 07, Alfa Matrix, 2008
- Gothic Compilation Part XLIV, Batbeliever Releases, 2009
- A Tribute To Depeche Mode - The Re:Covered Singles, Alfa Matrix, 2009
- Alfa Matrix Re:Covered - A Tribute To Depeche Mode, Alfa Matrix, 2009
- Endzeit Bunkertracks [Act - IV], Alfa Matrix, 2009
- Sounds From The Matrix 08, Alfa Matrix, 2009
- Advanced Electronics Vol.8, Synthetic Symphony, 2010
- Asia-Matrix, Deathwatch Asia, 2010
- Triton Festival, Artoffact Records, 2010
- Kinetik Festival Volume Three, Artoffact Records, 2010
- Alfa Matrix Re:covered Vol. 2 - A Tribute To Depeche Mode, Alfa Matrix, 2011
- Matrix Downloaded [001], Alfa Matrix, 2011
- Face The Beat 01, Side-Line, 2011
- Zillo CD 04/2011, Zillo, 2011
- Sonic Seducer Cold Hands Seduction Vol. 116 / Mittelalte-Special Vol.IX, Sonic Seducer, 2011
- Sounds From The Matrix 11, Alfa Matrix, 2011
- Electronic Body Matrix 1, Alfa Matrix, 2011

### Ремиксы

- Endzeit Bunkertracks [Act - IV], Alfa Matrix, 2009

## Интересные факты
- Эмблема Komor Kommando похожа на эмблему с крылышками Аэрофлота.